# HD 192263 b
Beyrouth
HD 192263 b, aussi appelée Beyrouth depuis 2019, est une exoplanète orbitant autour de l'étoile HD 192263. Il s'agit d'une géante gazeuse dont la masse atteint au moins les trois quarts de celle de Jupiter. Elle orbite l'étoile selon une orbite circulaire en approximativement 24 jours. Sa découverte a été annoncée en 1999.
En 2002, l'existence de la planète fut remise en question : l'étoile présentait des variations photométriques de luminosité de même période et vélocité que la planète : le signal pouvait provenir de ces variations et non pas d'une planète qui tournerait autour. Finalement, en 2003, l'existence de la planète fut confirmée.